# Heinz Zickler
Heinz Zickler (* 25. März 1920 in Naundorf; † 12. November 2023 in Kesselbach) war ein deutscher Trompeter, Organist, Kantor, Musikpädagoge und Komponist.

## Leben und Wirken

### Kindheit und Ausbildung
Heinz Zickler war das zweite Kind des gelernten Schlossers Arno Zickler und der Elise, geb. Ottmann. Ab seinem vierten Lebensjahr erhielt er Klavierunterricht bei seinem Vater, der nebenberuflich als Klavierstimmer tätig war und zudem im Gottesdienst Orgel spielte. Heinz Zickler sang außerdem im Chor und erlernte das Flügelhorn. Seit seinem 14. Lebensjahr studierte er bei Alfons Patolla, Solotrompeter der Dresdner Philharmonie. Sein Studium finanzierte er durch musikalische Auftritte bei Tanzveranstaltungen mit dem Klavier und Akkordeon. Er erhielt zudem Orgelunterricht beim Organisten der Dresdner Frauenkirche, Hanns Ander-Donath, den er auch an der Silbermann-Orgel der Frauenkirche vertrat.

### Konzerttätigkeit als Trompeter
1939 wurde Zicklers Ausbildung durch die Verpflichtung zum Reichsarbeitsdienst und Einzug zum Kriegsdienst im Zweiten Weltkrieg unterbrochen. Nach einer Zeit der Kriegsgefangenschaft wurde er Erster Trompeter beim Rundfunk-Tanz-Orchester Dresden unter der Leitung von Rolf Agunte, bis das Orchester kurze Zeit später durch die sowjetische Besatzungsmacht aufgelöst wurde. Von 1947 bis 1951 hatte er zunächst die Stelle des Kantors und Organisten in Kipsdorf und dann an der Emmauskirche Dresden inne. Zusätzlich leitete er aushilfsweise den staatlichen Mozart-Chor in Dresden. Er studierte Kirchenmusik an der Hochschule für Musik Leipzig und war einer der letzten Studenten des ehemaligen Thomaskantors Karl Straube.
Von 1951 bis 1953 spielte Zickler als Solotrompeter an der Staatskapelle Halle; 1953 wechselte er als Erster Trompeter an das Gewandhausorchester in Leipzig. Im Jahr 1956 nutzte er eine Konzertreise nach Westdeutschland, um ein Engagement als Solo-Trompeter im Orchester des Hessischen Staatstheaters Wiesbaden anzunehmen.
Mit der Piccolotrompete begab sich Zickler auf Konzertreisen ins In- und Ausland. Er absolvierte Konzerte und Tourneen unter Dirigenten wie Günther Ramin, Diethard Hellmann, Karl Richter, Helmuth Rilling, Theodor Egel, Antoine de Baviere, Sigi Stadermann und Wolfgang Gönnenwein mit europäischen und amerikanischen Rundfunk- und Fernsehauftritten.
Zickler war der erste deutsche Trompeter, der ab 1970 in Israel als Bachtrompeter unter anderem bei der Aufführung von Bachs Weihnachtsoratorium im Rahmen des regelmäßig stattfindenden Abu Gosh Musik-Festivals unter der Leitung von Sigi Stadermann auftrat.
Ab 1960 war Zickler zusätzlich nebenberuflich Dozent für Trompete in Mainz an der Hochschule für Musik und am Peter-Cornelius-Konservatorium und gab anschließend bis 2006 Privatunterricht. Unter seinen Schülern sind bekannte Trompeter wie Wolfgang Basch, Heiner Wellnitz, Tobias Blecher, Bernhard Loos und Richard Töngi.

### Tätigkeit als Kirchenmusiker
Eine besondere Zusammenarbeit verband Zickler mit Diethard Hellmann, unter dessen Leitung er regelmäßig als Trompeter mit dem Bach-Orchester und dem Bachchor Mainz konzertierte. Der SWR übertrug 136 Bachkantaten unter Mitwirkung Zicklers im Radio. Von Hellmann wurde er bei der Aufführung von Bachschen Konzerten, eingerichtet für Trompete und Orgel, auch an der Orgel begleitet.
Neben seiner Tätigkeit als Trompeter widmete er sich seit 1973 der Kirchenmusik auch als Organist und Chorleiter in der evangelischen Kirche Wiesbaden-Bierstadt, wo er regelmäßig Bachkantaten aufführte, die auch auf Schallplatte aufgenommen wurden. Nach dem Wechsel 1988 an die Christus-Kirche der selbständigen evangelisch-lutherischen Kirche (SELK) Wiesbaden leitete er dort den Chor und baute eine Kurrende auf. Auch hier führte er regelmäßig Bachkantaten auf, ebenso Oratorien wie das Oster-, das Himmelfahrts- und das Weihnachtsoratorium. Außerdem leitete er den Frauen-Chor in Wehen bei Wiesbaden. Nach altersbedingter Aufgabe seiner Tätigkeit als Kantor und Chorleiter war er bis ins hohe Alter weiterhin aushilfsweise kirchenmusikalisch tätig, zum Beispiel in Wackernheim und Hofheim-Wallau, wo er noch lange Orgel spielte und das Continuo bei Aufführungen von Chor und Orchester übernahm.
Seine langjährigen Forschungen zu Bachs Canonischen Veränderungen plante Zickler gemeinsam mit einer CD zu veröffentlichen.

### Privates
Zickler war seit 1953 mit Helene Zickler geb. Rüger (†) verheiratet; aus der Ehe gingen vier Kinder hervor. Seit 1967 lebte er in Kesselbach im Taunus unweit von Wiesbaden, wo er 2023 im Alter von 103 Jahren verstarb. Die Grabstätte befindet sich auf dem Friedhof Görsroth.

## Kompositionen
- 1977: Dies Irae. „Gericht und Hoffnung“. Für Posaune und Orgel. Uraufführung in der Marktkirche Wiesbaden. Verlag Breitkopf & Härtel 1979, (Ed. Breitkopf 8071)

## Diskografie (Auswahl)
Neben Aufnahmen von Solokonzerten für Trompete wirkte Zickler als Trompeter bei zahlreichen Schallplattenproduktionen mit, zum Beispiel in Zusammenarbeit mit dem Bach-Collegium Stuttgart, dem Heidelberger Kammerorchester, dem Mainzer Kammerorchester, dem Württembergischen Kammerorchester und dem Südwestdeutschen Kammerorchester. Das „Servizio di Tavola“ von Karl Georg von Reutter wurde 1960 mit Zickler erstmals aufgenommen. In einer Aufnahme des ZDF aus dem Jahr 1963 spielte er in Bachs Weihnachtsoratorium die Solo-Trompete neben Agnes Giebel, Marga Höffgen, Dietrich Fischer-Dieskau und dem Freiburger Bachchor unter der Leitung von Theodor Egel.